# جاف برسيمين (مقاطعة إسلام آباد غرب)
جاف‌برسيمين (بالفارسية: جاف‌برسیمین) هي قرية تقع في قسم حومة الجنوبي الريفي (مقاطعة إسلام آباد غرب) في إيران. يقدر عدد سكانها بـ 86 نسمة .